# Prunus mirabilis
Prunus mirabilis är en rosväxtart som beskrevs av Kalkm.. Prunus mirabilis ingår i släktet prunusar, och familjen rosväxter. Inga underarter finns listade i Catalogue of Life.